# Charles Van Quickenborne
Charles Félix Van Quickenborne, né le 21 janvier 1788 à Petegem (Belgique) et décédé le 17 août 1837 à Portage-des-Sioux au Missouri (États-Unis), est un prêtre jésuite belge qui fut pionnier et missionnaire parmi les tribus indigènes du Territoire de Louisiane aux États-Unis. Il est considéré comme le fondateur de l’université Saint-Louis (Saint-Louis). 

## Biographie
Prêtre du diocèse de Gand depuis quelques années, Charles Van Quickenborne entre à la Compagnie de Jésus le 14 avril 1815 à Destelbergen, noviciat jésuite clandestin installé dans une maison privée, exprimant le souhait d’être missionnaire. Le Supérieur général, le RP Tadeusz Brzozowski, donne son accord et, en 1817, Van Quickenborne part pour Amsterdam où il s’embarque pour l’Amérique du Nord. Nommé supérieur et maître des novices, il est responsable du premier noviciat jésuite d’Amérique du Nord à White Marsh (Maryland) en 1819.  
Lorsque le Territoire de Louisiane (rebaptisé Missouri) est admis dans l’union des États d’Amérique du Nord (1821) son évêque, Mgr Louis Dubourg, religieux sulpicien français, demande l’aide des jésuites pour évangéliser la région. En 1823, le père Van Quickenborne emmène un grand groupe de jeunes novices belges, à peine arrivés en Amérique, pour fonder avec eux la nouvelle mission. Parmi ces jeunes: Pierre-Jean De Smet.
Le groupe s’installe à Florissant en juin 1823, dans une ferme cédée par Mgr Dubourg. Les jeunes commencent immédiatement leur noviciat. Van Quickenborne est chargé également de la paroisse Saint-Ferdinand de Saint-Louis. Ces œuvres et fondations sont le point de départ de la présence des jésuites dans la région centrale des États-Unis.  
Très dynamique, Van Quickenborne fonde sans tarder plusieurs institutions. A Florissant, il ouvre (en mai 1824) une école pour les jeunes garçons autochtones et un petit-séminaire (Saint-Régis, en 1825). Il voit plus loin encore et écrit au supérieur général, demandant la permission d’ouvrir un grand collège à Saint-Louis, ville voisine plus importante. En 1828, le collège diocésain de Saint-Louis est transféré sous la juridiction des jésuites. Le missionnaire s’empresse de mettre en chantier de nouveaux bâtiments
L’école pour autochtones est un échec. Cela n’empêche pas le père (qui est également supérieur de la mission) de faire de longs et difficiles voyages dans l’intérieur du pays, en particulier auprès des Osages, pour les attirer vers la mission. En 1830 lorsque la mission devient autonome, Théodore de Theux est nommé pour le remplacer comme supérieur. Van Quickenborne peut alors se consacrer plus entièrement au travail parmi les indigènes. 
Après neuf ans passés à Florissant, le père Van Quickenborne est envoyé évangéliser les Kickapous du Kansas, dans la partie supérieure du fleuve Missouri. Il sillonne la région, préconisant par exemple la fondation d'une paroisse à Keokuk, et fonde des missions, comme à Dubuque. Sa santé se détériore. Devenu excentrique et mentalement instable, il est transféré à Portage-des-Sioux, à quelque distance de Saint-Louis où il meurt le 17 août 1837.